# Boruto: Naruto the Movie
Boruto: Naruto the Movie là một bộ phim hoạt hình Nhật Bản ra mắt năm 2015 và là bộ phim đầu tay của đạo diễn Yamashita Hiroyuki dựa trên manga và anime Naruto của Kishimoto Masashi, và là bộ phim thứ hai thuộc chính truyện Naruto, là phần tiếp theo của loạt manga. Phim có sự tham gia của Sanpei Yūko, Junko Takeuchi, Kokoro Kikuchi và Noriaki Sugiyama. Bối cảnh của bộ phim được đặt sau phần cuối của Naruto. Bộ phim tập trung vào nhân vật chính Uzumaki Boruto, con trai của nhân vật chính trong Naruto Uzumaki Naruto.
Bộ phim lần đầu tiên được hé lộ trong cảnh post-credit của bộ phim trước, Naruto: Trận chiến cuối cùng (2014). Kishimoto đóng vai trò viết kịch bản và thiết kế nhân vật trong quá trình thực hiện The Last. Tuy nhiên, Kishimoto còn đóng một vai trò lớn hơn trong việc thực hiện bộ phim này, bao gồm kịch bản, thiết kế nhân vật và bối cảnh. Điều này khiến ông gặp nhiều khó khăn, do đó ông phải nhờ đến sự giúp đỡ của các thành viên khác như đồng biên kịch Kodachi Ukyō và đạo diễn Yamashita. Họ đã tạo ra những phân cảnh mới để lại ấn tượng sâu sắc cho Kishimoto.
Được phát hành vào tháng 8 năm 2015, bộ phim đã trở thành bộ phim có doanh thu cao nhất của thương hiệu. Sự tiếp nhận của giới phê bình đối với bộ phim chủ yếu là tích cực. Nhiều nhà đánh giá đã ca ngợi phong cách hoạt hình, các phân cảnh chiến đấu cũng như sự trưởng thành của Boruto. Nhưng nó cũng bị chỉ trích bởi nhân vật phản diện được xây dựng kém cùng với mối quan hệ của Boruto với cha mình không được đào sâu. Kodachi Ukyo và họa sĩ Ikemoto Mikio đã chuyển thể bộ phim thành phần đầu tiên của Boruto: Naruto Next Generations (2016), nối tiếp manga Naruto. Bộ phim cũng được làm lại trong bản chuyển thể anime (arc thứ bảy) với một số tình tiết được thêm thắt để phù hợp hơn với cốt truyện của series.

## Cốt truyện
Bộ phim mở đầu bằng phân cảnh chiến đấu giữa ninja Uchiha Sasuke với kẻ thù Otsutsuki Kinshiki dưới sự theo dõi bởi một kẻ thù khác có tên Otsutsuki Momoshiki. Bộ phim sau đó chuyển cảnh sang nhân vật chính của bộ truyện Naruto, Uzumaki Naruto, người đã trở thành "Hokage đệ Thất", người đứng đầu làng Lá. Anh kết hôn với Hyuga Hinata và có hai người con, Uzumaki Boruto và Uzumaki Himawari. Boruto cùng Sarada Uchiha (con gái của Sasuke và Sakura) và Mitsuki (con trai của Orochimaru) trở thành thành viên của một đội ninja dưới sự dẫn dắt của người thầy của họ, Sarutobi Konohamaru. Boruto trở nên bực bội với Naruto vì cha cậu tập trung nhiều vào công việc Hokage hơn là gia đình của họ.
Ngay khi quay trở về làng, Sasuke đã cảnh báo Naruto về một mối nguy mà cả hai sẽ phải đối mặt. Sau khi Naruto không tham dự bữa tiệc sinh nhật của Himawari, Boruto đã tìm gặp Sasuke và yêu cầu anh huấn luyện để cậu có thể trở nên đủ mạnh và vượt qua Naruto. Sasuke đồng ý với điều kiện Boruto sử dụng được nhẫn thuật Rasengan mà sau đó cậu học được từ Konohamaru. Sasuke sau đó thực hiện lời hứa của mình và giúp Boruto chuẩn bị cho kỳ thi Chunin sắp tới. Boruto, với hy vọng khiến cho Naruto chú ý đến mình nhiều hơn, đã bị dụ dỗ gian lận trong kỳ thi bằng cách sử dụng một thiết bị tên Kote, cho phép người dùng sử dụng nhẫn thuật đã được lưu trữ sẵn mà không dùng đến sức mạnh của chính mình bởi nhà khoa học Katasuke, người muốn thí nghiệm của mình được công khai vì mục đích tiếp thị trước khi bị Naruto từ chối. Trong kỳ thi, Naruto đã phát hiện ra Boruto gian lận và tuyên bố loại con trai mình khỏi cuộc thi.Trước khi Naruto rời khỏi sân thi đấu của kì thi, hai nhân vật mà Sasuke đã chạm trán trước đó,Otsutsuki Kinshiki và Otsutsuki Momoshiki, xuất hiện và phá hủy toàn bộ nơi thi đấu.
Hai kẻ ác nhân tiết lộ mưu đồ chiếm đoạt Cửu Vĩ bị phong ấn bên trong cơ thể Naruto để tạo ra một trái chakra giúp chúng trở nên bất tử. Naruto đã hi sinh thân mình để bảo vệ dân làng và giao phó sự an toàn của Boruto cho Sasuke. Nhận thấy Naruto vẫn còn sống trong một chiều không gian khác, Sasuke đã hợp tác với các Kage khác để giải cứu anh. Boruto nhất quyết tham gia cùng họ để đền tội với cha mình. Họ đến chiều không gian khác và thấy Naruto đang bị bắt giữ bởi bộ đôi Otsutsuki, và sau đó bốn Kage đã giao chiến với Kinshiki. Trong trận chiến, Momoshiki đã hấp thụ Kinshiki để gia tăng sức mạnh, trong khi Naruto hợp lực với Sasuke để đánh bại hắn. Tuy nhiên, Katasuke bất ngờ xuất hiện và bắn Momoshiki một nhẫn thuật tạo ra bởi Kote và vô tình phục hồi sức mạnh của hắn ta. Trong tình thế nguy cấp, Naruto cho Boruto mượn lượng chakra còn lại của mình để tạo ra một Rasengan khổng lồ trong khi Sasuke đánh lạc hướng Momoshiki đủ lâu để Boruto sử dụng đòn tấn công và kết liễu hắn.
Trong những ngày sau khi chiến thắng, Naruto hòa giải mối hiềm khích với Boruto. Boruto đã có động lực quyết tâm trở thành một ninja bảo vệ ngôi làng từ trong bóng tối giống như Sasuke và cậu cũng ủng hộ ước mơ trở thành Hokage của Sarada. Sau phần credit, Mitsuki tiết lộ cậu là con trai của nhân vật phản diện trong bộ Naruto Orochimaru, khiến đồng đội của cậu bất ngờ.

## Phân vai
| Nhân vật       | Diễn viên lồng tiếng |
| -------------- | -------------------- |
| Uzumaki Boruto | Sanpei Yūko          |
| Uchiha Sarada  | Kikuchi Kokoro       |
| Naruto         | Takeuchi Junko       |
| Sasuke         | Sugiyama Noriaki     |
| Mitsuki        | Kijima Ryūichi       |
| Inojin         | Abe Atsushi          |
| Shikadai       | Ono Kenshō           |
| Himawari       | Hayami Saori         |
| Momoshiki      | Namikawa Daisuke     |
| Kinshiki       | Yasumoto Hiroki      |
| Darui          | Takeuchi Ryota       |
| Gaara          | Ishida Akira         |
| Chōjūrō        | Miyata Kōki          |
| Kurotsuchi     | Takeda Hana          |
| Sakura         | Nakamura Chie        |
| Hinata         | Mizuki Nana          |
| Shikamaru      | Morikubo Showtaro    |
| Konohamaru     | Takahashi Hidenori   |
| Temari         | Park Romi            |
| Tenten         | Tamura Yukari        |
| Shino          | Kawada Shinji]]      |
| Sai            | Hino Satoshi         |
| Ino            | Yuzuki Ryōka         |
| Rock Lee       | Masukawa Yoichi      |
| Kakashi        | Inoue Kazuhiko       |
| Killer Bee     | Egawa Hisao          |
| Yurui          | Kawanishi Kengo      |
| Akina          | Takanashi Yasuharu   |

## Sản xuất
Boruto được công bố lần đầu tiên vào tháng 12 năm 2014 bởi một cảnh post-credit trong The Last: Naruto the Movie. Tác giả Kishimoto tuyên bố bộ phim sẽ có sự xuất hiện của con trai Naruto và Hinata, Uzumaki Boruto, cũng như con gái của Sasuke và Sakura, Sarada. Tuy không biết bộ phim sẽ ra sao nhưng nữ diễn viên lồng tiếng Junko Takeuchi đã tỏ ra hài lòng với tuyên bố này. Takeuchi rất ngạc nhiên với cách mà Naruto đã trưởng thành kể từ lần đầu tiên cô thực hiện công việc lồng tiếng cho anh không chỉ về khía cạnh tuổi tác hay vai trò mới mà còn về việc anh đã trở thành một người cha. Cô đã kết bạn với Yūko Sanpei, nữ diễn viên lồng tiếng của Boruto. Takeuchi cảm thấy cách Naruto được xây dựng khi trưởng thành khác với thời trẻ vì cách cư xử của anh ấy đã thay đổi và nói đùa rằng cô ấy chưa bao giờ thấy sự trưởng thành như vậy trong truyện khi lần đầu tiên lồng tiếng cho cậu ấy. Do đó, cô ấy đề cập đến việc đã có một số sự phức tạp về cách cô ấy nên thể hiện sự phát triển của nhân vật. Yūko Sanpei rất biết ơn vì đã được giao vị trí này và nói đùa về việc Junko Takeuchi đã trở thành "cha" như thế nào khi vai lồng tiếng của cô là Naruto. Ban đầu, Sanpei nhớ lại đã gặp khó khăn khi lồng tiếng cho Boruto. Khi cô ấy nhận được kịch bản của mình trong bộ phim, cô ấy bắt đầu hiểu Boruto được xây dựng là cậu bé rất quý cha mình và điều này đã giúp cô ấy lồng tiếng cho nhân vật tốt hơn. Noriaki Sugiyama mong đợi sẽ thấy được mối liên kết giữa nhân vật của mình, Sasuke và học trò Boruto.
Flanagan và Amanda C. Miller nhận thấy rằng hai thành viên trong gia đình có bản chất giống nhau mặc dù có xuất thân khác nhau. Flanagan đã rất ngạc nhiên về cách nhân vật của cô ấy thay đổi qua nhiều năm nhưng cảm thấy cậu ấy vẫn như vậy đối với cô ấy và cảm thấy đây sẽ là một thách thức để lồng tiếng cho Naruto. Liên quan đến sự thay đổi giọng điệu, Flanagan đã rất ngạc nhiên bởi thực tế là người lồng tiếng không thay đổi mặc dù tuổi của Naruto đã thay đổi nhưng cũng nhận ra đó là điều phổ biến trong các bộ phim ở Nhật Bản. Trong khi suy nghĩ về bộ phim, Kishimoto nói rằng ông ấy không chắc Boruto sẽ sử dụng kĩ thuật nào. Đạo diễn Hiroyuki Yamashita đã được mời tham gia dự án vào tháng 12 năm 2014, và Kishimoto bắt đầu viết kịch bản vào tháng sau. Yamashita nói rằng ông đã cảm thấy áp lực vì quỹ thời gian hạn hẹp cùng với việc bộ phim đã ấn định ngày phát hành và gần như đã từ chối đạo diễn bộ phim. Kishimoto giải thích rằng ông cảm thấy mình có thể giao phó trách nhiệm cho Yamashita dựa trên tác phẩm hoạt hình chuyển thể từ manga Naruto. Kishimoto ban đầu viết cốt truyện của bộ phim bằng cách vẽ manga, nhưng cảm thấy không có đủ thời gian để hoàn thiện và thay vào đó đã chọn viết kịch bản.
Kishimoto đã yêu cầu các nhân vật trong phim sử dụng nhiều các đòn đánh thể thuật thay vì sử dụng các kĩ thuật của ninja như nhẫn thuật. Đây có thể coi là một sự thay đổi lớn so với các bộ phim Naruto trước đây. Kishimoto đã xác định các cuộc chiến của Naruto cùng với Sasuke chống lại Momoshiki là điểm nhấn của bộ phim và yêu cầu đội ngũ làm phim đặt trọng tâm vào phân đoạn này. Ông nói rằng các nhân viên sản xuất có rất ít ý tưởng về cách thúc đẩy câu chuyện.Trong khi đó, nhà văn Ukyō Kodachi đã phát triển ý tưởng về chiêu thức Rasengan tàng hình của Boruto. Yamashita cho biết một số cảnh phải bị loại bỏ khỏi phim vì thời gian ngắn mà nhóm phải phát triển Boruto có hạn. Phân cảnh yêu thích của Yamashita là trận đánh của Sasuke với Kinshiki. Cảnh phim ban đầu cũng đã được sửa lại nhiều lần để giảm độ dài. Yamashita cho biết họ đã phải xóa những cảnh có Shikadai và các nhân vật khác khỏi phim. Ông cũng nói thêm rằng thành công của bộ phim chủ yếu là do các ý tưởng của Kishimoto mà các nhân viên thích.
Kịch bản ban đầu được hoàn thành vào khoảng cuối tháng 1 năm 2014 và được hoàn thiện sau một tháng qua một vài lần chỉnh sửa. Mặc dù Kishimoto đã từng làm việc trước đó trong Road to Ninja (2012) và The Last (2014), nhưng lần này ông gặp phải nhiều vấn đề khác nhau - đặc biệt là khâu viết kịch bản. Để chuẩn bị cho Boruto, Kishimoto nói rằng ông đã đọc một cuốn sách về quá trình tạo kịch bản phim. Kishimoto cũng đã phát triển mối quan hệ của Boruto và Naruto dựa trên chính mối quan hệ của ông với các con trai của chính mình.
Một trong những cảnh đầu tiên mà Kishimoto đã nghĩ ra cho bộ phim là cảnh Boruto bày tỏ mong muốn được tiếp bước Uchiha Sasuke chứ không phải cha mình trong đoạn kết khi trò chuyện với Uchiha Sarada. Kishimoto muốn Sasuke làm thầy của Boruto mặc dù anh không xuất hiện nhiều ở những phần phim trước. Đây cũng là một sự liên tưởng đến Piccolo và Gohan trong loạt truyện tranh Dragon Ball của  Akira Toriyama. Đạo diễn cũng hình thành ý tưởng về việc Boruto đeo băng trán ninja để thuyết phục mẹ mình là Hinata rằng cậu sẽ đi cứu cha mình và nhận được sự đồng ý để đi cùng Sasuke và các Kage khác. Phân cảnh này đã gây ấn tượng sâu đậm nhất đối với Kishimoto. Hai cảnh khác được biên kịch bởi đội ngũ nhân viên mà Kishimoto thích thú là việc Sasuke sử dụng các chiêu thức thể thuật và sự kết hợp giữa Susanoo của anh  và Cửu Vĩ Kurama của Naruto. Kishimoto cũng cảm thấy biểu cảm trên khuôn mặt của các nhân vật chính rất chân thực và khiến bộ phim trở nên hấp dẫn hơn. Ở phân đoạn cao trào, khi Naruto truyền chakra của mình cho Boruto để tạo ra một Rasengan khổng lồ, Yamashita đã thêm nhiều đoạn hồi tưởng về quá khứ của Naruto, điều mà Kishimoto rất tâm đắc. Khi phát triển vai trò của Naruto, Kishimoto cảm thấy sẽ không hay cho lắm khi khắc họa anh là một người cha hoàn hảo và thay vào đó quyết định biến anh ta thành một người cha tồi. Tuy nhiên, ông ấy cũng muốn mối quan hệ giữa Naruto và Boruto được củng cố trong suốt câu chuyện.

### Âm nhạc
Yasuharu Takanashi đảm nhận vai trò soạn nhạc cho Boruto: Naruto the Movie. Nhạc phim được phát hành tại Nhật Bản vào ngày 5 tháng 8 năm 2015. Kishimoto muốn ban nhạc Kana-Boon chơi bài hát chủ đề chính vì rất ấn tượng với ca khúc "Silhouette", ban đầu được dùng làm nhạc nền mở đầu cho bộ anime Naruto Shippuden. Với tựa đề "Diver" (ダイバー), Kishimoto gọi nó là "một bài hát tuyệt vời mà mọi người có thể cảm nhận khi nghe. Khi bài hát này được phát trong đoạn kết, thậm chí tôi chắc chắn sẽ khóc." Một người hâm mộ bộ truyện Naruto, ca sĩ kiêm nhạc công guitar Maguro Taniguchi, đã viết bài hát và rất vui được làm việc cho thương hiệu Naruto một lần nữa. Bài hát chủ đề là một sự phản ánh đến Boruto khi một trong những thành viên của ban nhạc nói rằng nó phản ánh cách nhân vật liên tục thay đổi từ đầu đến cuối bộ phim. Một khía cạnh khác của bài hát chủ đề muốn truyền tải là mối quan hệ giữa cha và con trai cũng như những khó khăn trong việc thể hiện mối quan hệ của họ. Đĩa đơn CD của bài này được phát hành vào ngày 4 tháng 8 năm 2015.

## Đón nhận

### Doanh thu phòng vé
Bộ phim được phát hành vào ngày 7 tháng 8 năm 2015. Khán giả đến rạp được tặng hai loại quạt tay khác nhau - một loại có hình của Naruto và Boruto, loại còn lại có hình Sasuke và Sarada. Boruto trở thành bộ phim lọt top 11 phim doanh thu cao nhất phim Nhật Bản (và đứng thứ 7 trong top phim hoạt hình có doanh thu cao nhất) tại phòng vé Nhật Bản vào năm 2015, với 2,62 tỉ Yên Nhật. Bộ phim cũng thu về 680.100.000 Yên Nhật trong thời gian ra mắt, đạt doanh thu mở màn cao nhất trong loạt phim. Vào ngày 25 tháng 8, bộ phim đã trở thành bộ phim có doanh thu cao nhất trong loạt phim Naruto, thu được 2,02 tỷ Yên Nhật trong 19 ngày với 1,56 triệu lượt xem. Phim thu về 919,651 đô la Mỹ tại Hoa Kỳ và Canada  và 103.2 triệu Nhân dân tệ ở Trung Quốc.
Phiên bản DVD và Blu-ray của phim được phát hành vào ngày 6 tháng 7 năm 2016 bởi Aniplex. Chúng bao gồm video hoạt hình gốc Ngày Naruto trở thành Hokage. Trong tuần đầu phát hành, bản Blu-ray tiếng Nhật của bộ phim đã bán được 30.758 chiếc trong khi bản DVD bán được 24.372 chiếc. Tính đến cuối năm 2016, bản DVD đã bán được 35.183 chiếc.
Manga Entertainment đã phát hành bộ phim tại các rạp chiếu phim ở Vương quốc Anh vào ngày 10 tháng 11 năm 2015. Manga Entertainment đã phát hành bộ phim trên các phương tiện truyền thông tại nhà vào ngày 5 tháng 6 năm 2017. Được cấp phép bởi Viz Media tại Hoa Kỳ vào tháng 7 năm 2015, bộ phim đã được công chiếu tại hơn 80 thành phố vào tháng 10 cùng năm. Trên các phương tiện truyền thông tại nhà, bộ phim được xuất bản vào ngày 28 tháng 3 năm 2017. Tại Úc và New Zealand, bộ phim được Madman Entertainment mua bản quyền và thu được 216,943 đô la Úc. Một bộ phim dành cho người hâm mộ đã được phát triển bởi Deerstalker Pictures để quảng cáo cho việc phát hành ở Úc.  Phiên bản dành cho phương tiện truyền thông tại nhà được phát hành vào ngày 25 tháng 5 năm 2017.

### Đánh giá chuyên môn
Yahoo! Nhật Bản xếp hạng Boruto 4,31/5 sao. Amy McNulty của Anime News Network cho điểm "A-", gọi đây là "một bước đi đúng hướng cho Dự án Khởi đầu Kỷ nguyên Mới của Masashi Kishimoto".  McNulty và  Andy Hanley từ UK Anime Network tỏ ra thích thú với mối quan hệ giữa Naruto và con trai của mình cùng cách mà sự khác biệt giữa tuổi thơ của họ trở thành tâm điểm của bộ phim. Richard Gutierrez từ Fandom Post gọi đây là một 'bộ phim tuyệt vời về tuổi nổi loạn ', tập trung vào nhiều thế hệ, Naruto của tăng trưởng kể từ khi xuất hiện lần đầu tiên của mình, cũng như cách Boruto tìm cách vượt qua anh ta nhưng kết thúc lên nhiều quan tâm cho anh ta vào thời điểm bộ phim kết thúc.
Các cảnh chiến đấu là chủ đề được khen ngợi nhiều, nhất là về phần hoạt họa. Dan Rhodes nhận xét rằng những cảnh chiến đấu của Sasuke và Naruto là một trong những phần hay nhất của bộ phim và đoán những người hâm mộ lâu năm sẽ rất mong chờ chúng. Tuy nhiên, một số cây viết thấy rằng phản diện của phim được xây dựng một cách nhàm chán. Christian Chiok của Japanator và Charles Solomon của Los Angeles Times cũng đồng ý với Rhodes và so sánh cảnh chiến đấu trong phim với những cảnh trong loạt phim Dragon Ball nổi tiếng. Solomon nhận thấy phản diện lại khá thú vị và đi đến kết luận rằng "không người hâm mộ Naruto nào muốn bỏ lỡ Boruto. Điều này cho thấy một hướng đi mới của loạt phim truyền hình dài tập ". Alexandria Hill của Otaku USA rất thích cuộc chiến của Boruto cùng Naruto và Sasuke chống lại phản diện của bộ phim mặc dù vẫn còn tỏ ra khá nghi ngờ khi xem nó lần đầu tiên.
Christian Chiok của Japanator rất thích sự phát triển nhân vật của Boruto cùng sự ấm áp trong mối quan hệ của cậu với cha mình.Toon Zone đồng ý và nói rằng bất chấp những sai sót có thể xảy ra trong nhân vật của Boruto, sự phát triển của cậu ấy qua bộ phim khiến cậu trở thành một nhân vật hấp dẫn hơn, nói rằng bộ phim "là một trong những bộ phim hay hơn trong bộ Naruto và những người hâm mô bộ truyện không nên bỏ lỡ". Chris Zimmerman của DVD Talk thích cách các nhà biên kịch khắc họa mối quan hệ bị rạn nứt của Boruto với cha mình và cách nó được cải thiện trong giai đoạn cao trào của bộ phim. Alexandria Hill đồng ý và cảm thấy mối quan hệ giữa Boruto và Naruto là điểm nhấn của câu chuyện, trong khi tình tiết về việc Boruto sử dụng nhẫn cụ khoa học để giành chiến thắng trong kỳ thi vẫn chưa được khai thác nhiều. Mặt khác, Richard Eisenbeis từ Kotaku đã thấy được tầm quan trọng trong sự phát triển Boruto, qua đó thấy rằng mối quan hệ giữa cậu với cha ở phần cuối của bộ phim là rời rạc và không đáng tin cậy. Ngược lại, Chiok cảm thấy mối quan hệ giữa Boruto và cha mình đã phát triển tốt và nói rằng mặc dù Boruto và Sarada không muốn đi theo con đường của cha mình, nhưng những chi tiết có trong phim vẫn cho thấy họ vẫn yêu cha của họ. Cả Mcnulty và Toon Zone đều hài lòng với phần lồng tiếng cho nhân vật chính do nữ diễn viên lồng tiếng người Anh Amanda C. Miller đảm nhiệm. Nhạc phim lại thu về nhiều ý kiến trái chiều trong khi Thais Valdivia của Hobby Consolas lại thích bài hát chủ đề do Kana-Boon trình bày.
Comic Book Resources đã liệt kê bộ phim là phim thuộc thương hiệu Naruto hay nhất dựa trên số điểm Rotten Tomatoes của người dùng.

### Di sản
Vì rất hài lòng với Boruto: Naruto the Movie nên Sanpei đã yêu cầu Kishimoto làm phần hậu truyện, và ông đã khéo léo bảo cô ấy rằng hãy để ông nghỉ ngơi. Một tiểu thuyết dựa trên bộ phim được viết bởi Ukyō Kodachi đã được xuất bản bởi Shueisha vào ngày 10 tháng 8 năm 2015. Tác giả truyện tranh Kenji Taira đã phát hành hai bộ truyện gag nhái lại Boruto: một bộ lấy bối cảnh khi đội của Konohamaru được thành lập và bộ còn lại là khi Boruto yêu cầu Sasuke trở thành giáo viên của mình. Trò chơi điện tử đối kháng Naruto Shippuden: Ultimate Ninja Storm 4 (2016) của CyberConnect2 đã được mở rộng thêm các nhân vật như Naruto và Sasuke trong Boruto cũng như những nhân vật mới từ bộ phim để kể lại câu chuyện nhưng dưới cái tên của Road to Boruto (2017). Vào tháng 5 năm 2016, nhà văn Ukyō Kodachi của Boruto cũng bắt đầu loạt truyện tranh của riêng mình với họa sĩ Mikio Ikemoto dưới tựa đề Boruto – Naruto hậu sinh khả úy, bắt đầu bằng việc kể lại các sự kiện của bộ phim. Ikemoto tuyên bố cảnh Naruto giúp con trai mình tạo ra một Rasengan lớn là cảnh yêu thích của anh ấy vào thời điểm vẽ Boruto vì trong thời điểm này anh ấy phải vẽ quá khứ của Naruto đến mức anh ấy "cảm thấy sức nặng của bộ truyện Naruto và lịch sử lâu dài đằng sau nó." Loạt phim anime truyền hình của Boruto, bắt đầu vào năm 2017, kể lại các sự kiện của bộ phim nhưng với nhiều nội dung thêm thắt. Tương tự, Chengxi Huang, một trong những họa sĩ hoạt hình chủ chốt phụ trách bản chuyển thể anime về cuộc chiến giữa Naruto, Sasuke và Boruto chống lại Momoshiki muốn thể hiện đúng nét mặt của Naruto trong cảnh này khi nói rằng Naruto đã trưởng thành hơn kể từ khi được ra mắt và nụ cười duyên dáng của anh vẫn y như vậy.